# Alfredo Foni
Alfredo Foni (20 januari 1911 - 28 januari 1985) was een Italiaans voetballer en voetbalcoach die speelde als verdediger.

## Carrière
Foni startte zijn profcarrière bij de Italiaanse ploeg Udinese Calcio, hij speelde er tot in 1929. Hij stapte over naar Lazio Roma waar hij bleef spelen tot in 1931. Hij verhuisde in 1931 naar Calcio Padova waar hij drie seizoenen bleef spelen alvorens over te stappen naar Juventus. Met hen werd hij landskampioen in 1935 en won de beker in 1938 en 1942.
Hij speelde 23 interlands voor Italië, waarin hij niet kon scoren. Hij nam met de Italiaanse ploeg deel aan de Olympische Spelen in 1936, ze wonnen de gouden medaille. Twee jaar later op het WK voetbal 1938 won hij opnieuw met de ploeg de titel, hij werd ook opgenomen in het elftal van het tornooi.
Hij werd nadien na zijn spelersloopbaan voetbalcoach, zijn eerste job als trainer was bij Venezia FC. Nadien was hij van 1948 tot 1949 coach van het Zwitserse FC Chiasso, kort daarna werd hij coach bij UC Sampdoria. Nooit bleef hij ergens lang coach en zo volgden de ploegen elkaar snel op. Hij was ook nog bondscoach van Italië en Zwitserland. Met Inter Milaan werd hij landskampioen in 1953 en 1954, met AS Roma won hij in 1961 de Jaarbeursstedenbeker.

## Erelijst

### Als speler
- Juventus
  - Serie A: 1935
  - Coppa Italia: 1938, 1942
- Italië
  - WK voetbal: 1938
  - Olympische Spelen: 1936

### Als coach
- Inter Milaan
  - Serie A: 1953, 1954
- AS Roma
  - Jaarbeursstedenbeker: 1961

Andreolo · 
Bertoni · 
Biavati · 
Ceresoli · 
Chizzo · 
Colaussi · 
Donati · 
Ferrari · 
Ferraris · 
Foni · 
Genta · 
Locatelli · 
Masetti · 
Meazza  · 
Monzeglio · 
Olivieri · 
Olmi · 
Pasinati · 
Perazzolo · 
Piola · 
Rava ·
Serantoni ·
Coach: Pozzo